# Jamal Hibatullah
Jamal Hibatullah, né le 28 janvier 1997, est un coureur cycliste indonésien.

## Biographie
En 2017, Jamal Hibatullah remporte une étape du Tour de Singkarak, sous les couleurs de l'équipe KFC,. Il termine également cette course à la quatrième place du classement général. La même année, il se classe deuxième d'une étape du Tour de Florès, septième du Tour des Moluques, neuvième du Tour de l'Ijen ou encore onzième du Jelajah Malaysia.

## Palmarès
- 2017
  - 4e étape du Tour de Singkarak
- 2019
  - 2e du championnat d'Indonésie sur route
- 2021
  - 3e du championnat d'Indonésie du contre-la-montre

## Classements mondiaux
| Année                                 | 2017  | 2018  | 2019  | 2020  | 2021  | 2022  |
| ------------------------------------- | ----- | ----- | ----- | ----- | ----- | ----- |
| Classement mondial                    | 2017e | 1607e | 1447e | 1277e | 1819e | 2885e |
| UCI Asia Tour                         | 347e  | 276e  | 105e  | 79e   | 119e  | 340e  |
|                                       |       |       |       |       |       |       |
| Légende : nc = non classéSource : UCI |       |       |       |       |       |       |